# Афанасьев, Павел Васильевич
Па́вел Васи́льевич Афана́сьев (1903—1960) — генерал-майор Советской Армии, участник Гражданской, советско-финской и Великой Отечественной войны.

## Биография
Павел Васильевич Афанасьев родился 1 февраля 1903 года в городе Мценске (ныне — Орловская область). В 1919 году добровольцем поступил на службу в Рабоче-Крестьянскую Красную Армию. Участвовал в боях Гражданской войны на Южном фронте. После её окончания продолжал службу в Красной Армии на различных командных и штабных должностях в частях инженерных войск. В 1927 году окончил Московскую военно-инженерную школу имени Коминтерна, в 1936 году — командно-инженерный факультет Военно-инженерной академии имени В. В. Куйбышева. В течение нескольких лет служил в отделе боевой подготовки Главного военно-инженерного управления Красной Армии. Участвовал в польском походе 1939 года на Западную Украину. В дальнейшем был направлен в состав 7-й армии. Участвовал в боях на Карельском перешейке на Выборгском направлении. По завершении боевых действий получил назначение в Прибалтийский особый военный округ, где занял должность заместителя по строевой части начальника окружного инженерного управления. Здесь его застало начало Великой Отечественной войны.
В первые дни войны Афанасьев руководил формированием групп офицеров для оказания помощи начальникам инженерных войск 11-й и 8-й армий, сражавшихся в укреплённых районах в Прибалтике. Под его руководством осуществлялось создание минно-взрывных и прочих инженерных заграждений, уничтожение переправ через реки. В боях был ранен. Участвовал в битве за Москву в составе 9-й гвардейской стрелковой дивизии. По завершении боёв под Москвой возглавил штаб инженерных войск Западного фронта. С ноября 1942 года командовал 1-й гвардейской штурмовой инженерно-сапёрной бригадой. Участвовал в Сталинградской битве, освобождении Украинской ССР, Польши, боях в Восточной Пруссии и непосредственно в самой Германии.
После окончания войны продолжал службу в Советской Армии. С июня 1947 года занимал должность заместителя начальника инженерных войск Воздушно-десантных войск СССР. В ноябре 1953 года Афанасьев был уволен в запас. Жил в Москве. Умер в 1960 году.

## Награды
- Орден Ленина (2 декабря 1945 года);
- 3 ордена Красного Знамени (9 апреля 1940 года, 3 ноября 1944 года, 15 ноября 1950 года);
- Орден Отечественной войны 1-й степени (22 ноября 1945 года);
- Медали «За оборону Москвы», «За оборону Сталинграда» и другие медали.